# Le Joker (film)
Pour les articles homonymes, voir Joker.
Pour plus de détails, voir Fiche technique et Distribution.
Le Joker est un film français réalisé par Erich Waschneck et sorti en 1930.
Il en existe une version allemande par le même réalisateur, sous le titre Va Banque.

## Synopsis
Un détective notoire a pour mission de confondre un mystérieux voleur se faisant appeler le Joker. Ses soupçons se portent sur une jeune fille qu'il aime mais quand il apprend que c'est son frère le coupable, il le laisse s'échapper en raison de sa kleptomanie maladive.

## Fiche technique
- Réalisation : Erich Waschneck
- Scénario : Walter Reisch
- Adaptations, dialogues : Léo Lelièvre, Franz Schulz[2]
- Directeur de production : Marcel Hellmann
- Société de production : Vandal et Delac
- Photographie : Willy Goldberger
- Musique : Walter Goehr
- Durée :
- Dates de sortie: 
  - 14 novembre 1930

## Distribution
- Marie Bell : Harriet Williams
- Albert Préjean : John Brown
- Hubert Daix : Le commissaire
- Florelle
- Pierre Juvenet : Mr. Parker
- Pierre Labry
- Charles Redgie : Freddoe
- André Roanne : Harry Williams
- Marthe Sarbel : Mrs. Parker